# سد تمنية
سد تمنية هو سد خرساني في المملكة العربية السعودية افتتح في عام 1403 هـ ويقع في محافظة أبها التابعة لمنطقة عسير الغرض الرئيسي من السد هو توفير مياه الشرب لسكان المنطقة.

## الخصائص
أنشئ سد تمنية سنة 1403 هــ للاستعاضة عن مياه الآبار الجوفية وتوفير مياه الشرب لسكان المنطقة والاستفادة من موارد المياه في المستجمع المائي، حاجزه من النوع الخرساني، يبلغ طول السد 100 مترًا وارتفاعه يبلغ 8 مترًا وبسعة تخزينية تفوق 300000 متر مكعب.

## الموقع
يقع سد تمنية شمال غرب قرية تمنية جنوب شرق مدينة أبها، والذي يبعد عن المدينة بما يقارب 43 كم. ومن محافظة خميس مشيط حوالي 55 كلم على قمم جبال الحجاز على ارتفاع 3000 متر عن سطح البحر، وسط بيئة سياحية متميزة.[بحاجة لمصدر]

## وصلات خارجية
- مناظر من تمنيه على يوتيوب
- اوبريت مشاة تمنيه على يوتيوب